# Lematang
Lematang is een bestuurslaag in het regentschap Lampung Selatan van de provincie Lampung, Indonesië. Lematang telt 2736 inwoners (volkstelling 2010).